# Айрык (Актюбинская область)
Айрык (каз. Айырық) — село в Байганинском районе Актюбинской области Казахстана. Входит в состав Копинского сельского округа. Код КАТО — 153643200.

## Население
В 1999 году население села составляло 113 человек (58 мужчин и 55 женщин). По данным переписи 2009 года, в селе проживали 153 человека (80 мужчин и 73 женщины).